# 岡本鶴松
岡本 鶴松（おかもと つるまつ、1882年2月7日 - 1945年7月10日）は、明治後期から昭和前期のジャーナリスト、新聞記者、評論家、小説家、翻訳家。大阪朝日新聞社（現・朝日新聞社）外報部長。号は九皐。『トム・ブラウンの学校生活』の訳書を著し、明治時代の日本の高校生に最も人気の英語圏の作品となった。

## 人物・経歴
1882年2月7日、東京生まれ。大阪・英和学舎（現・立教大学）卒業。その後、東京へ戻り、東京英語専修学校（現・立教大学）で学ぶ。
1903年（明治36年）には、ハリー・ポッターシリーズに影響を与えたトマス・ヒューズの『トム・ブラウンの学校生活』の訳書を『英国学校生活』として出版。発行は鶴松の号から名付けた九皐社で、印刷は築地・明石町にあった立教学院活版部で行われ、本訳書の序文を立教学院総理であったヘンリー・セントジョージ・タッカーが寄稿した。この作品は立教大学と同じ聖公会に属するヒューズが在学したラグビースクールを舞台としており、イギリスとアメリカで大人気の作品であったが、日本でも明治時代の高校生に最も人気のある英語圏の教科書となった。
その後、大阪朝日新聞社（現・朝日新聞社）に入社。後に同社外報部長を務める。小説家、評論家としても活躍した。
1930年（昭和5年）には母校の立教大学新聞にも「アメリカと倫敦（ロンドン）海軍條約」と題したコラムを寄稿した。

## 主な著作
- 『英国学校生活 : 一名・英国学生気質 前編』トマス・ヒューズ著 岡本鶴松（九皐）,村山具政訳 九皐社 1903年（明治36年）10月11日 NDLJP:809442
- 『英国学校生活 : 一名・英国学生気質 後篇』トマス・ヒューズ著 岡本鶴松（九皐）,村山具政訳 九皐社 1903年（明治36年）,1904年（明治37年）NDLJP:809443
- 『英文少年』上田屋 1905年（明治38年） NDLJP:871153
- 『異國の華を尋ねて』福永書店 1926年（大正15年）9月20日 NDLJP:1020477
- 『新聞記者打明け話』合著 大阪朝日新聞社整理部編 世界社 1928年（昭和3年）4月17日 NDLJP:1224561/72